# サラ・グッド

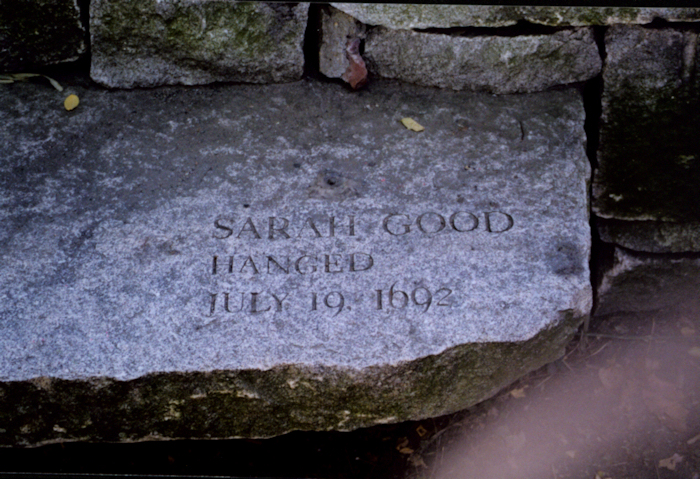
セイラムのサラ・グッドのメモリアルストーン

サラ・グッド（英語: Sarah Good、1653年7月21日 - 1692年7月29日）は、1692年にマサチューセッツ湾直轄植民地で発生したセイラム魔女裁判で、魔女という告発を受けた最初の3人の女性の1人。グッドは1692年3月6日に、サミュエル・パリス牧師と関係があるアビゲイル・ウィリアムズとベティ・パリスによって、彼女の手の下で魔術が行われたとして訴えられた。サラ・グッドは容疑を否認したが有罪判決を受け、1692年7月29日に他の有罪判決を受けた4人の女性と共に絞首刑が執行された。彼女は逮捕された時に妊娠しており、イプスウィッチの刑務所の独房で子供を産んだ。 乳児は母親が絞首刑を受ける前に死亡した。1710年、夫のウィリアム・グッドは大法廷に訴え、最終的に魔女裁判の犠牲者の家族に与えられた最大の金額である30ポンドを受け取った。